# Choque (física)

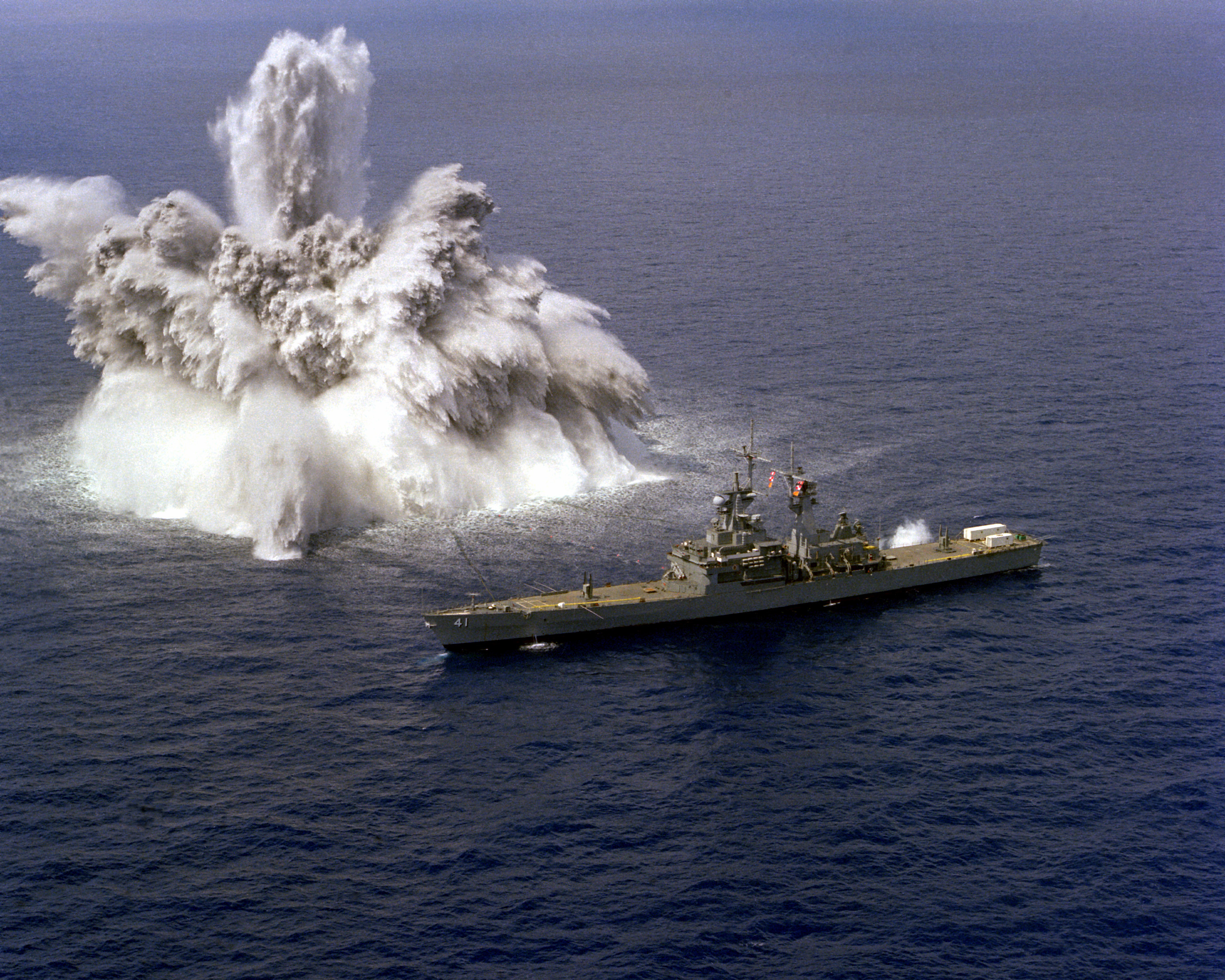
Prueba de choque explosivo de un buque de guerra.

El choque o colisión se define como la interacción mutua entre dos o más cuerpos, de los cuales al menos uno está en movimiento, produciendo intercambio de momento y energía.
Un choque físico o mecánico es percibido por una repentina aceleración o desaceleración causada normalmente por un impacto, por ejemplo, de una gota de agua, aunque también una explosión causa choque; cualquier tipo de contacto directo entre dos cuerpos provoca un choque. Lo que mayormente lo caracteriza es la duración del contacto que, generalmente, es muy corta y es entonces cuando se transmite la mayor cantidad de energía entre los cuerpos.
Un choque suele medirse con un acelerómetro. Esto describe un choque de pulso, como una parcela de aceleración en función del tiempo. La aceleración se puede tomar en unidades de metro por segundo al cuadrado. A menudo, por conveniencia, la magnitud de un choque se mide como un múltiplo de la fuerza de aceleración de la gravedad, g, que tiene un valor de 9,80 665 m/s2 a nivel del mar. Así, un choque de 20 g es equivalente a aproximadamente 196 m/s2. Un choque puede ser caracterizado por la aceleración máxima, la duración y la forma del pulso de choque (la mitad seno, triangular, etcétera).

## Colisión en telecomunicaciones
Una colisión se produce cuando dos frames (marcos) tratan de utilizar el mismo segmento de red al mismo tiempo y ambos ocasiona una interferencia entre las señales. Las colisiones en un entorno compartido no se pueden evitar, y conforme aumenta el número de colisiones el rendimiento de la red disminuye.[cita requerida]

## Colisiones
En una colisión intervienen dos objetos ambos en movimiento que ejercen fuerzas mutuamente. Cuando los objetos están muy cerca entre sí o entran en contacto, interaccionan fuertemente durante un breve intervalo de tiempo. Las fuerzas externas son despreciables, haciendo a las internas  principales en la interacción. Las fuerzas de este tipo reciben el nombre de fuerzas impulsivas y se caracterizan por su alto módulo y su breve periodo de acción. Un caso de este tipo de interacción, por ejemplo, es la colisión de dos carros que lleven montados parachoques magnéticos. Estos interactúan incluso sin llegar a tocarse, es lo que se considera colisión sin contacto.
Las fuerzas que se ejercen mutuamente son iguales y de sentido contrario.
Si el choque es perfectamente elástico se conservan tanto el momento lineal como la energía cinética del sistema, y no hay intercambio de masa entre los cuerpos, que se separan después del choque. Si el choque es perfectamente inelástico (plástico) la energía cinética no se conserva y, como consecuencia, los cuerpos que colisionan pueden sufrir deformaciones y aumento de su temperatura.
Según la segunda ley de Newton la fuerza es igual a la variación del momento lineal con respecto al tiempo. Si la fuerza resultante es cero, el momento lineal es constante. Esta es una ley general de la Física y se cumplirá ya sea el choque elástico o inelástico. En el caso de un choque:

{\displaystyle {\vec {p}}=cte.}

Esto supone, en el caso especial del choque, que el momento lineal {\displaystyle {\vec {p}}} antes de la interacción será igual al momento lineal {\displaystyle {\vec {p'}}} posterior al choque.
En mecánica newtoniana, para caracterizar la elasticidad de un choque entre dos masas se define un coeficiente de restitución como:

{\displaystyle e=-{\frac {V_{2f}-V_{1f}}{V_{2i}-V_{1i}}}}

Este coeficiente varía entre 0 y 1, siendo 0 el valor para un choque totalmente inelástico o plástico y 1 el valor para uno totalmente elástico.

## Efectos de choque
La mecánica de choque tiene el potencial de dañar, deformar, etc:
- Un cuerpo frágil se puede fracturar. Por ejemplo, dos copas de cristal pueden romperse en caso de colisión una contra el otra. Una cizalla en un motor está diseñada para la fractura con cierta magnitud de choque.
- Un objeto dúctil se puede doblar por una conmoción (deformar). Por ejemplo, una jarra de cobre se puede curvar cuando cae en el suelo.
- Algunos objetos no se dañan por un único choque, pero si se produce fatiga en el material con numerosas repeticiones de choques de bajo nivel.
- Un efecto de choque puede resultar sólo daños menores, que pueden no ser críticos para su uso. Sin embargo, daños menores acumulados de varios efectos de choques, eventualmente resultarán en que el objeto sea inutilizable.
- Un choque puede no producir daño aparente de inmediato, pero podría reducir la vida útil del producto: la fiabilidad se reduce.
- Algunos materiales como los explosivos se pueden detonar con mecánicas de choque o impacto.

## Consideraciones
Cuando las pruebas de laboratorio, la experiencia sobre un terreno, o de ingeniería indica que un objeto puede ser dañado por un choque, debería considerarse tener algunas precauciones:
- Reducir y controlar la fuente de entrada del choque (origen).
- Modificar el objeto para mejorar su resistencia o mejorar el control del choque.
- Usar amortiguadores o algún material que absorba el golpe (como materiales muy deformables) a fin de controlar la transmisión del choque sobre el objeto, esto reduce el pico de aceleración y amplía la duración del choque.
- Plan de fracasos: Aceptar algunas pérdidas. Tener sistemas redundantes; utilizar los más seguros; etc.